# Klaster (fizyka)
Klaster (zgęstek) – metastabilne (nietrwałe) zgrupowanie materii hadronowej. Ze względu na miejsce powstania klastra można mówić o dwóch ich rodzajach.
1. Klaster nukleonów powstały w jądrze atomowym. Poruszające się w jądrze neutrony i protony mogą związać się za pomocą oddziaływań silnych. Tworzą wtedy proste, lekkie struktury odpowiadające lekkim jądrom, np. deuteronowi, cząstce α. Powstawanie klasterów ma charakter probabilistyczny, tj. istnieje zawsze pewna szansa na utworzenie się danego klastera w jądrze. Na istnienie klasterów wskazują wysokie przekroje czynne z udziałem cząstek α jako produktów (np. (n, α)(p, α)(α, 2α)(π, α)) i duże prawdopodobieństwo rozpadu α dla danego jądra.
2. Zgęstek mezonów powstający np. w eksperymentach akceleratorowych w zderzeniach nukleon-nukleon jako cząstka rezonansowa[1].